# Josef Plojhar

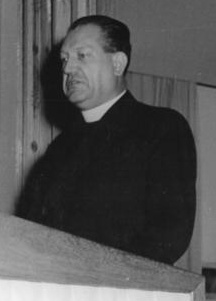
Josef Plojhar auf dem 9. Parteitag der CDU der DDR 1958

Josef Plojhar (* 2. März 1902 in Budweis; † 5. November 1981 in Prag) war ein tschechoslowakischer katholischer Priester, Politiker und Autor.

## Leben
Nach dem Schulbesuch studierte er Katholische Theologie und war nach seiner Priesterweihe als Seelsorger tätig. Plojhar war Mitglied der Tschechoslowakischen Volkspartei (Československá strana lidová, ČSL) und wurde nach der deutschen Okkupation der Tschechoslowakei und der Schaffung des Protektorats Böhmen und Mähren am 15. März 1939 verhaftet und während des Zweiten Weltkrieges im KZ Buchenwald interniert.
Nach dem Zweiten Weltkrieg trat er 1948 für die Machtübernahme durch die Kommunistische Partei der Tschechoslowakei (Komunistická strana Československa) und die Bildung der Nationalen Front der Tschechen und Slowaken (Národní fronta Čechů a Slováků) ein. Dabei vertrat er die Ansicht, dass Katholizismus und Kommunismus vereinbar seien.
1948 wurde er von Ministerpräsident Antonín Zápotocký zum Gesundheitsminister ernannt und behielt dieses Amt auch unter dessen Nachfolgern zwanzig Jahre lang bis zu seiner Absetzung durch die Reformbewegung unter Alexander Dubček während des Prager Frühlings 1968. Von 1951 bis 1968 war er darüber hinaus auch Vorsitzender der ČSL.
Auch wenn ihm Josef Kardinal Beran, der Erzbischof von Prag, die Erlaubnis für die Abhaltung von Predigten entzogen hatte, gab sein weiteres Auftreten in Priesterkleidung der kommunistischen Regierung eine gewisse Reputation im Ausland.
Dank seiner ausgezeichneten Deutsch-Kenntnisse gehörte Plojhar oft zu Delegationsmitgliedern, die die Tschechoslowakei im Ausland vertraten (mehrfach bereiste er die DDR). Er war ein Befürworter der Zusammenarbeit der Tschechoslowakischen Volkspartei mit der Ost-CDU; diese Kontakte blieben aber eher begrenzt, da beide Parteien den Kommunisten untergeordnet waren.
1968 wurde er Ehrenvorsitzender der ČSL und hatte diese Funktion bis zu seinem Tode inne.
Die Erfahrungen seiner Internierung im KZ Buchenwald veröffentlichte er 1975 in einem Buch unter dem Titel Buchenwald mahnt im Union-Verlag Ost-Berlin.